# 心脸皮肤综合征
CFC症候群（英文简称CFC）是一種遺傳病，其會導致心臟及皮膚出現問題，如肺動脈狹窄、瓣膜發育不良、心室中膈缺損、心肌肥厚症、心律不整以及皮膚過度角質化、魚鱗病、毛孔角化症、濕疹、色素斑、掌蹠角化病等。患者認知發展遲緩，而且外觀特殊。
其在全世界的發生率約為不明，但總個案數估計有200-300個，然而數字可能被低估，因輕微症狀的CFC症候群個案不易被確認或診斷。
遺傳方面CFC症候群大多是自己基因本身產生突變，其遺傳方式為自體顯性遺傳模式，然而沒有CFC症候群的患者有孕育下一代之紀錄。
CFC症候群已知病例
1. STTSS CFC